# Lars Marklund
Lars Axel Marklund, född 15 mars 1917 i Vittangi församling, Kiruna, död 26 januari 1969 i Marbella  i Spanien (kyrkobokförd i Farsta församling), var en svensk konstnär och keramiker.
Han var till 1965 gift med Ingrid Helené. Marklund utexaminerades från fackavdelningen för keramik vid Konstindustriella skolan i Stockholm 1952 och från Högre konstindustriella skolan 1954. Han medverkade med bildkonst vid Sveriges allmänna konstförenings vårsalong på Liljevalchs konsthall 1954 och han medverkade i Liljevalchs Stockholmssalonger. Hans keramik består av dekorativa kompositioner huvudsakligen i en nonfigurativ motivvärld utförda i stengods.